# 忘れじのおもかげ
「忘れじのおもかげ」 (わすれじのおもかげ、Tous les visages de l’amour) は、フランスのシンガーソングライターであるシャルル・アズナヴールが1974年に発表した楽曲。

## 概要
作詞作曲はハーバート・クレッツマーとシャルル・アズナヴール。アズナヴールはフランス語のほか、英語、ドイツ語、イタリア語、スペイン語の計5か国の言語で歌った。1974年に放送されたイギリスの連続ドラマ『女の七つの顔』の主題歌となり、4週連続で全英シングルチャート1位を獲得した。5つのバージョンのそれぞれのタイトルは以下のとおり。
- フランス語版 - Tous les visages de l'amour
- 英語版 - She
- ドイツ語版 - Sie
- イタリア語版 - Lei
- スペイン語版 - Es

## カバー

### 一覧
- 1999年、エルヴィス・コステロが表題曲としてシングルを発売。映画『ノッティングヒルの恋人』の主題歌としてリバイバル・ヒットした。
- 2002年、TOKUのアルバム『CHEMISTRY OF LOVE』に収録。2003年のアルバム『TOKU』、2008年のアルバム『Love Again』にも収録され、P&G WellatonのCMソングに起用された。
- 2006年、ラウラ・パウジーニが、バリラのCMソング用にカバーした。歌詞は従前のイタリア語訳詞ではなく、パウジーニによる作詞で、タイトルは「Uguale a lei」（意: あなたと同じ）。配信シングル化され、イタリアFIMIチャート6位を記録した[6]。
- 2007年、小曽根真のアルバム『フォーリング・イン・ラヴ、アゲイン』に収録。
- 2008年、フランス出身のピアニスト ジェイソンクーチャックがカバーした。アルバム『Midnight Classics』に収録されている。
- 2010年、伊藤由奈がデジタル・シングルとして配信リリース。

### エルヴィス・コステロ
1999年、イギリスの映画『ノッティングヒルの恋人』の主題歌としてカバー。この曲は、オープニングと劇中で使われているが、イギリス・日本などのフィルムでは、オープニングはアズナヴールの原曲、劇中のみコステロのカバーである。一方アメリカでは、両方ともコステロのカバーである。なお、日本盤サウンドトラックには、コステロ版が収録されている。
元々映画には、アズナヴールによる原曲が使われていた。しかし、アメリカではこの曲の知名度が低く、テスト上映の結果が良くなかった。そのため、急遽コステロがカバーし、差し替えられた。
UKチャートでは19位で、コステロにとって16年ぶりのTOP20入りとなった。

### 伊藤由奈
伊藤由奈が、「She」（シー）として、2010年8月25日にカバーした。デジタル・シングル、配信限定発売。発売元はソニー・ミュージックレコーズ。
大元はシャルル・アズナヴールの楽曲であるが、公式では「エルビス・コステロのカバー」とアナウンスされている。
洋楽カバー第2弾。自身がパーソナリティーを務めるJFN系ラジオ番組「伊藤由奈のHEART to HEART」で洋楽をカバーするコーナー“Studio Live”の第3弾として放送された後、Woman.exciteとのコラボ企画“〜Ito Yuna Respects〜”で伊藤にカバーしてほしい洋楽第3位（奇しくもバックストリート・ボーイズの「I Want It That Way」と同時ランクイン）に選ばれ、デジタル・シングルとして配信リリースが決定。
ベスト・アルバム『LOVE 〜Singles Best 2005-2010〜』の初回生産限定盤/B-typeのみ付属の洋楽カバーCDに収録されている。